# Saint-Aubin-des-Landes
Saint-Aubin-des-Landes är en kommun i departementet Ille-et-Vilaine i regionen Bretagne i nordvästra Frankrike. Kommunen ligger i kantonen Vitré-Ouest som tillhör arrondissementet Fougères-Vitré. År 2022 hade Saint-Aubin-des-Landes 923 invånare.

## Befolkningsutveckling
Antalet invånare i kommunen Saint-Aubin-des-Landes
Referens:INSEE